# Air Force One (pel·lícula)

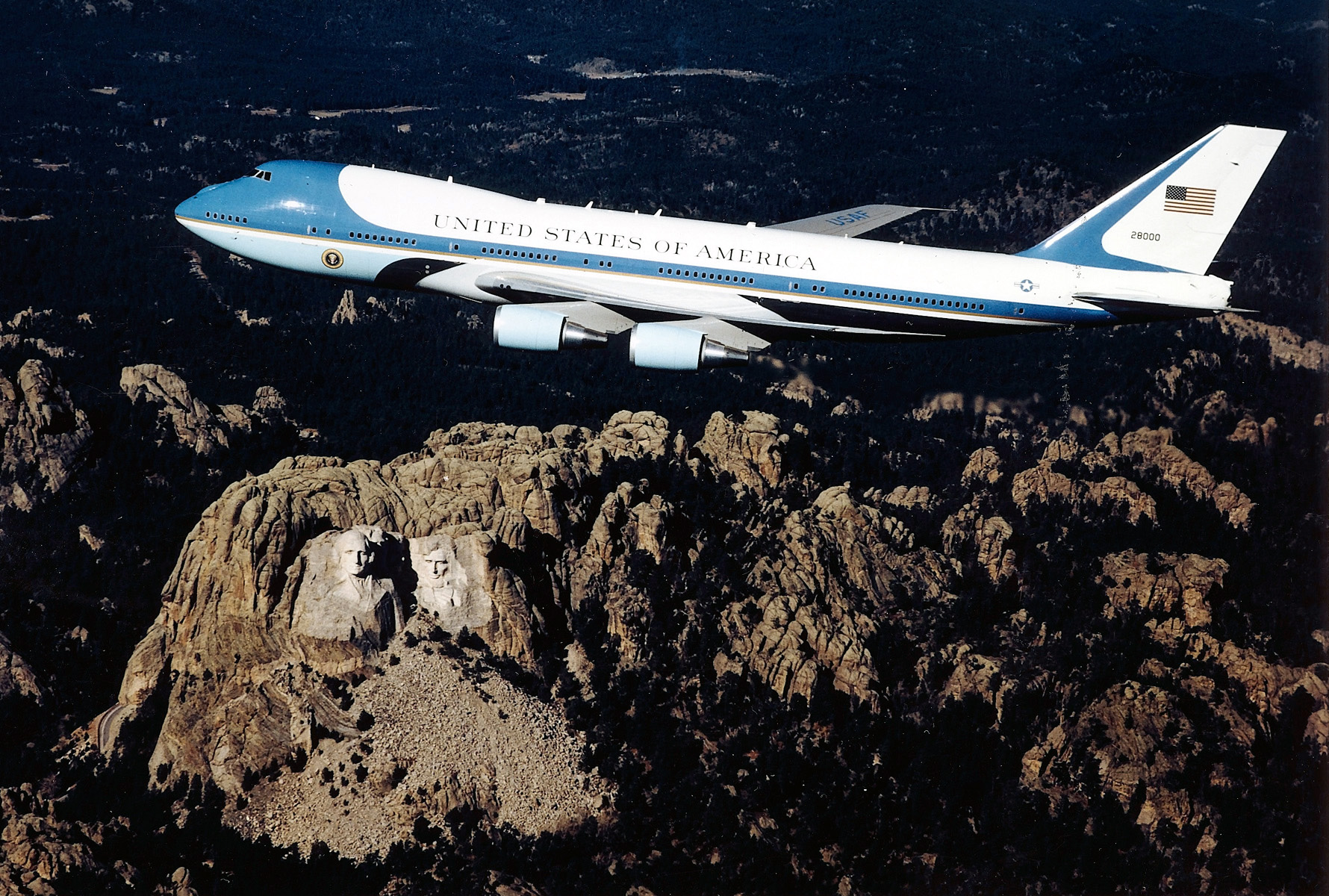
El VC-25A(747-200) "Air Force One"

 Air Force One és una pel·lícula germano-estatunidenca dirigida per Wolfgang Petersen, estrenada el 1997. És un thriller d'acció escrit per Andrew W. Marlowe. El protagonitza Harrison Ford, Gary Oldman, i Glenn Close amb els següents actors: Xander Berkeley, William H. Macy, Dean Stockwell i Paul Guilfoyle. Va ser classificada R per l'Associació de cinema estatunidenc (MPAA) per a la seva "violència intensa".

## Argument
Un grup de terroristes pren com a ostatges els passatgers de l'Air Force One, l'avió del President dels Estats Units James Marshall. Aquest últim, amagat als panyols, ha fingit una evasió per la càpsula de salvament. Mentre que es posen en marxa tenses negociacions, ell sol pot encara actuar per salvar els seus i assegurar la seguretat del seu país.

## Repartiment[3]
- Harrison Ford: James Marshall (President dels Estats Units)
- Liesel Matthews: Alice Marshall
- Wendy Crewson: Grace Marshall
- Gary Oldman: Egor Korshunov
- Glenn Close: Kathryn Bennett (Vicepresidenta)
- Paul Guilfoyle: Lloyd Shepard
- Xander Berkeley: Gibbs
- William H. Macy: Major Caldwell
- Dean Stockwell: Walter Dean (Secretari de Defensa)
- Willard E. Pugh: Oficial de les comunicacions de la Casa Blanca
- Jürgen Prochnow: General Ivan Radek

## Nominacions
- 1998. Oscar al millor muntatge per Richard Francis-Bruce
- 1998. Oscar al millor so per Paul Massey, Rick Kline, Doug Hemphill i Keith A. Wester